# Výkonná moc v Česku
Výkonná moc v Česku je na nejvyšší úrovni upravena hlavou třetí Ústavy České republiky, která popisuje hlavní kompetence prezidenta České republiky (čl. 54 až 66) a vlády (čl. 67 až 80), přičemž článek 79 ustanovuje možnost zákonem zřizovat ministerstva a stanovit jejich působnost. Článek 80 popisuje státní zastupitelství. Vedle těchto orgánů ustanovených či předvídaných Ústavou existují další ústřední správní orgány státu, zřizované zpravidla rovněž prostřednictvím zákona, například Český statistický úřad. Na nižší úrovni k exekutivě patří především orgány místní samosprávy, a sice kraje jako vyšší územní samosprávné celky a obce jako základní územní samosprávné celky.
Existence a pravomoc těchto samosprávných orgánů je rovněž založena Ústavou, a sice hlavou sedmou (čl. 99 až 105). Další významnou součástí výkonné moci jsou agentury a úřady, řízené již uvedenými orgány výkonné moci, například Policie České republiky.
V širším smyslu slova patří do oblasti výkonné moci i Nejvyšší kontrolní úřad a Česká národní banka, které však jsou Ústavou (čl. 97 a 98) koncipovány jako samostatné úřady vyňaté z přímé kompetence vrcholných orgánů výkonné moci, aby byla zaručena jejich nezávislost.
Do roku 1992, kdy byla Česká republika součástí Československa, byly některé z uvedených exekutivních pravomocí buď umístěny na federální úrovni (zejména úřad hlavy státu), nebo se republikové orgány dělily o pravomoci s paralelními orgány federálními.

## Prezident
Prezident republiky je hlavou státu a je volen přímou volbou na pětileté volební období. K jeho pravomocem patří jmenování a odvolávání vlády a jejích členů, svolávání zasedání Poslanecké sněmovny a případné rozpouštění Poslanecké sněmovny. Prezident jmenuje do funkce také soudce Ústavního soudu, prezidenta a viceprezidenta Nejvyššího kontrolního úřadu, členy bankovní rady České národní banky a generály Armády České republiky.

## Vláda
Vláda České republiky je vrcholným orgánem výkonné moci. Skládá se z předsedy vlády, místopředsedů vlády a ministrů. Vláda je odpovědná Poslanecké sněmovně. V čele vlády je předseda, kterého jmenuje prezident. Vláda do 30 dnů po svém jmenování předstoupí před Poslaneckou sněmovnu a požádá ji o důvěru. 

## Ministerstva a ústřední orgány státní správy
Ministerstva a ústřední orgány státní správy lze zřídit a jejich kompetenci vymezit pouze zákonem (čl. 79 Ústavy). Tímto zákonem je zákon č. 2/1969 Sb. o zřízení ministerstev a jiných ústředních orgánů státní správy. 

## Nejvyšší kontrolní úřad
Nejvyšší kontrolní úřad je nezávislý orgán, který vykonává kontrolu hospodaření se státním majetkem a plnění státního rozpočtu (čl. 97 Ústavy). 

## Česká národní banka
Česká národní banka je ústřední bankou České republiky. Její postavení, působnost a organizaci vymezuje zákon o České národní bance (čl. 98 Ústavy).

## Státní zastupitelství
Státní zastupitelství především zastupuje veřejnou žalobu v trestním řízení.

## Územní samospráva
Územní samosprávu vykonávají v České republice obce, které jsou nižšími územně samosprávnými celky a kraje, které jsou vyššími územními samosprávnými celky (čl. 99 Ústavy). Vytvořit nebo zrušit vyšší územně samosprávný celek lze pouze ústavním zákon a změnit jeho hranice lze zákonem. (čl. 100 Ústavy a čl. 2 ústavního zákona o vytvoření vyšších územně samosprávných celků).